# Santir Bazar
Santir Bazar es un pueblo y nagar Panchayat situado en el distrito de Tripura meridional en el estado de Tripura (India). Su población es de 11921 habitantes (2011). 

## Demografía
Según el censo de 2011 la población de Santir Bazar era de 11921 habitantes, de los cuales 6100 eran hombres y 5821 eran mujeres. Santir Bazar tiene una tasa media de alfabetización del 91,80%, superior a la media estatal del 87,22%: la alfabetización masculina es del 95,43%, y la alfabetización femenina del 88%.